# Apogon aroubiensis
 Apogon aroubiensis és una espècie de peix marí de la família dels apogònids i de l'ordre dels perciformes. És una espècie marina de l'oest del Pacífic central.